# Base de Lançamentos de Satélites Tonghae
 Coordenadas : minutos ou segundos > 60
A Base de Lançamentos de Satélites Tonghae, também conhecida como 무수단리 (Musudan-ri), é uma base de lançamento de foguetes localizado no leste da Coreia do Norte.
Situa-se no sul do Hwadae County, na província de Hamgyong do Norte, perto da ponta norte da Coreia do Norte. A área foi anteriormente conhecido como Taep'o-dong (대포동) durante o período quando a Península Coreana foi ocupada pelo Japão, e os foguetes Taepodong tomar o seu nome a partir deste. Esta estrada soltas única superfície é suscetível a inundações sazonais. O local é de 45 km a nordeste do porto da cidade de Kimchaek e 45 km (28 milhas) da cidade de Kilju (길주 읍). Há um pequeno cais localizado na aldeia piscatória de Tongha-dong, mas só pode acomodar embarcações menores que 40 metros de comprimento.